# Teko Modise
Teko Modise (Soweto, 1982. december 22. –) dél-afrikai labdarúgó, az Orlando Pirates és a Dél-afrikai labdarúgó-válogatott középpályása. A 2005/2006-os szezonban a City Pillars játékosaként megszavazták a Mvela Golden League év játékosának (Mvela Golden League Player of the Season).
Azóta 2007-ben bemutatkozott a Dél-afrikai válogatottban, és az egyik legbefolyásosabb játékos lett, a 2008-as afrikai nemzetek kupája keretben is szerepelt.

## Külső hivatkozások
- Profilja az Orlando Pirates hivatalos honlapján[halott link]
- National Football Teams